# رضایتمندانه
رضایتمندانه (انگلیسی: Hunky Dory) چهارمین آلبوم استودیویی دیوید بویی، موسیقی‌دان انگلستانی است که در ۱۷ دسامبر ۱۹۷۱ توسط آرسی‌ای رکوردز منتشر شد. پس از انتشار آلبوم مردی که دنیا را فروخت در سال ۱۹۷۰، بویی مدتی از ضبط و اجرا کناری‌گیری کرد و به مرخصی رفت. او برای نوشتن ترانه‌های جدید آرام گرفت و همانند قطعه‌های قبلی آهنگسازی آلبوم را به جای گیتار، با پیانو انجام داد. پس از برگزاری یک تور در ایالات متحده، بویی گروه موسیقی جدید خود را متشکل از گیتاریست میک رانسن، نوازنده بیسیست ترور بولدر و درامر میک وودمنزی تشکیل داد و شروع به ضبط آلبوم جدید در اواسط سال ۱۹۷۱ در ترایدنت استودیوز لندن کرد. ریک ویکمن، عضو آیندهٔ گروه یس در نواختن پیانو دخیل بود. بویی با کن اسکات که دو آلبوم پیشین بویی را مهندسی کرده بود، این آلبوم را تهیه کرد. در مقایسه با صدای هارد راک گیتار-محور مردی که دنیا را فروخت، بویی برای گرم‌تر شدن آلبوم، سبک ملودیک‌تر پاپ راک و آرت پاپ مبتی بر پیانو را برگزید.
آرسی‌ای رضایتمندانه و تک‌آهنگ آغازینش «تغییرها» را به مقدار کمی تبلیغ کرد و مطمئن نبود که بویی به‌زودی وجههٔ خود را دگرگون خواهد کرد؛ بنابراین، به رغم نقدهای بسیار مثبت از سوی مطبوعات بریتانیا و آمریکا، این آلبوم در آغاز خیلی کم فروش داشت و در رتبه‌بندی جدول فروش موفق نبود. پس از موفقیت تجاری آلبوم بعدی بویی ظهور و سقوط زیگی استارداست و عنکبوت‌ها از مریخ در ۱۹۷۲، رضایتمندانه توجه‌ها را به خود جلب کرد و به رتبهٔ سوم جدول آلبوم‌های بریتانیا رسید. با نگاهی به گذشته، این آلبوم از لحاظ هنری به‌عنوان یکی از بهترین کارهای بویی تحسین شده و در چند فهرست از بزرگ‌ترین آلبوم‌های تاریخ قرار گرفته است. در رابطه با حرفهٔ بویی، رضایتمندانه آلبومی دانسته می‌شود که در آن «بویی شروع به بویی شدن کرد» و صدا و سبک خود را کشف کرد.

## پیش‌زمینه
پس از اینکه دیوید بویی سومین آلبوم استودیویی‌اش، مردی که دنیا را فروخت، را در مهٔ ۱۹۷۰ منتشر کرد، هم در استودیو و هم بر روی صحنه کم‌کارتر شد. قرارداد او با ناشر موسیقی اسکس منقضی شده بود و مدیر برنامهٔ جدیدش، تونی دفریز، با چالش‌های قراردادی قبلی مواجه بود. بویی نیز گروه موسیقی همراهی‌کننده نداشت؛ زیرا نوازندگان مردی که دنیا را فروخت — که شامل تهیه‌کننده و نوازندهٔ بیس آن تونی ویسکانتی، گیتاریست میک رانسن و درامر میک وودمنسی می‌شدند — در اوت ۱۹۷۰ به‌دلیل اختلافات شخصی با بویی از او جدا شدند. دفریز پس از شنیدن دموی «هولی هولی» بویی، برای او با کرایسالیس قراردادی امضا کرد. اما پس از آن همکاری‌اش با بویی که بر پروژه‌های دیگر تمرکز داشت را محدود کرد. بویی که خود را وقف ترانه‌سرایی می‌کرد، به شریک کرایسالیس، باب گریس، روی آورد. گریس شیفتهٔ دموی «هولی هوی» بود و سپس برای اینکه بویی دموهایش را ضبط کند، برایش در استودیوهای رادیو لوکزامبورگ در لندن وقت رزرو کرد. «هولی هولی» که در نوامبر ۱۹۷۰ ضبط و در ژانویهٔ ۱۹۷۱ به عنوان تک‌آهنگ منتشر شد، شکستی تجاری بود.

کل آلبوم رضایتمندانه میل نوظهور من برای این اقلیم جدید که به روی من گشوده شده بود را بازتاب کرد. این نخستین باری بود که یک موقعیت بیرونی حقیقی روی من بسیار تأثیر گذاشت که روش نوشتن و نگاه من به چیزها را تغییر داد.

– دیوید بویی در مورد چگونگی تأثیر آمریکا بر آلبوم، ۱۹۹۹
مردی که دنیا را فروخت در نوامبر ۱۹۷۰ از طریق مرکوری رکوردز در ایالات متحده منتشر شد. این آلبوم فروش ناچیزی داشت اما در ایالات متحده از لحاظ فروش و نظر منتقدان بهتر از بریتانیا عمل کرده بود. این آلبوم همواره در ایستگاه‌های رادیویی آمریکا پخش می‌شد و «محتوای راک سنگین» آن علاقه به بویی را دوچندان کرد. موفقیت انتقادی این آلبوم باعث شد مرکوری در فوریهٔ ۱۹۷۱ بویی را به یک تور تبلیغاتی رادیویی در ایالات متحده بفرستد. این سفر الهام‌بخش او شد تا برای سه نماد آمریکایی ترانه‌های ادای احترام بنویسد: هنرمند اندی وارهول، خواننده-ترانه‌سرا باب دیلن و گروه راک ولوت آندرگراوند یا به بیان دقیق‌تر برای خوانندهٔ این گروه، لو رید. پس از اتمام تور، بویی به آپارتمان خود در هادون هال، بکنهام بازگشت، که در آن بسیاری از دموهای اوایل دههٔ ۱۹۷۰ خود را ضبط کرد و شروع به نوشتن کرد. بر طبق گفتهٔ همسرش انجلنا، بویی به جای گیتار آکوستیک، زمان خود را صرف آهنگسازی با پیانو کرده بود که «طبع آلبوم جدید را القا می‌کرد». در مجموع، او بیش از ۳۶ ترانه را در آن‌جا نوشت که بسیاری از آن‌ها در رضایتمندانه و آلبوم بعدی او، ظهور و سقوط زیگی استارداست و عنکبوت‌ها از مریخ ظاهر می‌شوند. اولین ترانه‌ای که بویی برای رضایتمندانه نوشت، «اوه! چیزهای زیبا» در ژانویهٔ ۱۹۷۱ بود. بویی پس از ضبط دموی آن در رادیو لوکزامبورگ، نوار را به گریس داد که او آن را به پیتر نون از هرمنز هرمیتز نشان داد. نون تصمیم گرفت نسخهٔ خودش را ضبط کند و آن را به‌عنوان نخستین تک‌آهنگش منتشر کند.
نسخهٔ نون از «اوه! چیزهای زیبا» که در آوریل ۱۹۷۱ منتشر شد، موفقیتی تجاری بود و در رتبهٔ ۱۲ جدول تک‌آهنگ‌های بریتانیا قرار گرفت. این نخستین باری بود که اکثر شنوندگان از زمان «شگفتی فضا» (۱۹۶۹) نام بویی را می‌شنیدند. نون به ان‌ام‌ئی گفت: «عقیدهٔ من این است که در این لحظه دیوید بویی بهترین نویسنده در بریتانیا است… مطمئناً بهترین از زمان لنون–مک‌کارتنی.» پس از موفقیت این تک‌آهنگ، دفریز به دنبال این بود که بویی را از قراردادش با مرکوری که قرار بود در ژوئن ۱۹۷۱ منقضی شود، خارج کند.  دفریز عقیده داشت که مرکوری از لحاظ مالی انصاف بویی را رعایت نکرده است. اگرچه مرکوری قصد داشت آن قرارداد را با شرایط بهبود یافته تمدید کند، دفریز با تهدید به ارائه آلبومی با کیفیت پایین، ناشر را در ماه مه مجبور به فسخ قرارداد کرد. سپس دفریز بدهی‌های بویی به مرکوری را از طریق جم پروادکشنز پرداخت و این ناشر حق تکثیرش بر روی دیوید بویی (۱۹۶۹) و مردی که جهان را فروخت را واگذار کرد.

## یادکردها
1. ↑  Gallucci, Michael (17 December 2016). "Revisiting David Bowie's First Masterpiece 'Hunky Dory'". Ultimate Classic Rock. Archived from the original on 20 September 2019. Retrieved 23 April 2020.
2. 1 2 3 4  Cann 2010, pp. 195–197.
3. 1 2 3 4 5 6 7  Pegg 2016, pp. 343–350.
4. ↑  Pegg 2016, pp. 114, 344.
5. ↑  Cann 2010, p. 199.
6. 1 2  O'Leary 2015, chap. 4.
7. 1 2  Greene, Andy (16 December 2019). "David Bowie's 'Hunky Dory': How America Inspired 1971 Masterpiece". Rolling Stone. Archived from the original on 10 March 2020. Retrieved 28 April 2020.
8. ↑  Cann 2010, p. 211.
9. 1 2  Sandford 1998, pp. 72–74.
10. ↑  Cann 2010, p. 234.
11. ↑  Pegg 2016, p. 338.
12. ↑  Spitz 2009, pp. 156–161.
13. ↑  Cann 2010, pp. 202–203.
14. ↑  Pegg 2016, pp. 202–204.
15. ↑  Cann 2010, p. 220.

- مشارکت‌کنندگان ویکی‌پدیا. «Hunky Dory». در دانشنامهٔ ویکی‌پدیای انگلیسی، بازبینی‌شده در ۵ دسامبر ۲۰۱۵.